# 1994 Official Bootleg
1994 Live Official Bootleg (è stato pubblicato anche con i seguenti titoli: Man 1994 Official Bootleg e Live Official Bootleg) è un album live dei Man, pubblicato dalla The Welsh Connection Records nel marzo del 1995. Il disco fu registrato dal vivo il 25 giugno 1994 al Glastonbury Festival.

## Tracce
1. C'mon – 17:39 (Micky Jones, Phil Ryan, Terry Williams, Clive John)
2. Mad on Her – 6:15 (Martin Ace, Micky Jones, Deke Leonard, John Weathers)
3. Even Visionaries Go Blind – 4:05 (Martin Ace, Durden)
4. Chinese Cut – 3:36 (Martin Ace, Micky Jones, Deke Leonard, John Weathers)
5. Wings of Mercury – 5:47 (Martin Ace, Micky Jones, Deke Leonard, John Weathers)
6. Slide Guitar Intro To... – 8:43
7. The Ride & the View – 9:29 (Deke Leonard)
8. A Feather on the Scale of Justice – 7:45 (Martin Ace, Micky Jones, Deke Leonard, John Weathers)
9. Bananas – 11:31 (Micky Jones, Phil Ryan, Terry Williams, Clive John)

## Musicisti
- Micky Jones  - chitarra, voce
- Deke Leonard  - chitarra, voce
- Martin Ace  - basso, voce
- John Weathers  - batteria, voce